# Грешам (Небраска)
Грешам (енгл. Gresham) град је у америчкој савезној држави Небраска.

## Демографија
По попису из 2010. године број становника је 223, што је 47 (-17,4%) становника мање него 2000. године.
| Група             | 2000.       | 2010.       |
| Белци             | 269 (99,6%) | 218 (97,8%) |
| Афроамериканци    | 0 (0,0%)    | 1 (0,4%)    |
| Азијати           | 0 (0,0%)    | 0 (0,0%)    |
| Хиспаноамериканци | 0 (0,0%)    | 0 (0,0%)    |
| Укупно            | 270         | 223         |